# Csanádapáca
Csanádapáca este un sat în districtul Orosház, județul Békés, Ungaria, având o populație de 2.713 locuitori (2011). 

## Demografie
Componența etnică a satului Csanádapáca
     Maghiari (97,55%)
     Necunoscut (0,61%)
     Alții (1,84%)
Componența confesională a satului Csanádapáca
     Romano-catolici (48,62%)
     Fără religie (14,15%)
     Luterani (5,6%)
     Reformați (1,62%)
     Necunoscută (29,45%)
     Alte religii (1,4%)
Conform recensământului din 2011, satul Csanádapáca avea 2.713 locuitori. Din punct de vedere etnic, majoritatea locuitorilor (97,55%) erau maghiari. Apartenența etnică nu este cunoscută în cazul a 0,61% din locuitori. Nu există o religie majoritară, locuitorii fiind romano-catolici (48,62%), persoane fără religie (14,15%), luterani (5,6%) și reformați (1,62%). Pentru 29,45% din locuitori nu este cunoscută apartenența confesională.